# Madagassische Basketballnationalmannschaft der Damen
Die madagassische Basketballnationalmannschaft der Damen ist die Auswahl madagassischer Basketballspielerinnen, welche die Fédération Malagasy de Basket-Ball auf internationaler Ebene, beispielsweise in Freundschaftsspielen gegen die Auswahlmannschaften anderer nationaler Verbände, aber auch bei internationalen Wettbewerben repräsentiert. Größte Erfolge waren der Gewinn der Afrikameisterschaft 1970 sowie die daran anschließende Teilnahme an der Weltmeisterschaft 1971. 1963 trat der nationale Verband dem Weltverband Fédération Internationale de Basketball (FIBA) bei. Im Juni 2014 wurde die Mannschaft auf dem 63. Platz in der Weltrangliste der Frauen geführt.

## Internationale Wettbewerbe

### Madagaskar bei Weltmeisterschaften
Die Mannschaft konnte sich durch Sieg bei der Afrikameisterschaft 1970 für die Weltmeisterschaft 1971 qualifizieren, wo sie unter 13 Teilnehmern auf den letzten Platz kam.

### Madagaskar bei Olympischen Spielen
Bisher gelang es der Mannschaft nicht sich für die olympischen Basketballwettbewerbe zu qualifizieren.

### Madagaskar bei Afrikameisterschaften
Die Mannschaft kann bisher drei Teilnahmen an der Afrikameisterschaft vorweisen. Dabei konnte das Nationalteam 1970 das Turnier gewinnen.
| - 1966: nicht qualifiziert - 1968: nicht qualifiziert - 1970: Afrikameister - 1974: nicht qualifiziert - 1977: nicht qualifiziert - 1979: nicht qualifiziert - 1981: nicht qualifiziert - 1983: nicht qualifiziert - 1984: nicht qualifiziert - 1986: nicht qualifiziert - 1990: nicht qualifiziert | - 1993: nicht qualifiziert - 1994: nicht qualifiziert - 1997: nicht qualifiziert - 2000: nicht qualifiziert - 2003: nicht qualifiziert - 2005: nicht qualifiziert - 2007: 10. Platz - 2009: 8. Platz - 2011: nicht qualifiziert - 2013: nicht qualifiziert |

### Madagaskar bei den Afrikaspielen
Die Damen-Basketballnationalmannschaft Madagaskars konnte bei den Wettbewerben der Afrikaspiele insgesamt zweimal die Silbermedaille (1965, 1973) gewinnen. Trotz weiterer erfolgreicher Qualifikationen für das Turnier nahm die Mannschaft seither nicht mehr an dem Wettbewerb teil.